# Трагедія у В'язівниці
Трагедія у В'язівниці — напад на село В'язівниця, що в колишньому Ярославському повіті Львівського воєводства, поєднаний із убивством близько 100 поляків, вчинений 17 квітня 1945 р. куренем УПА Івана Шпонтака, псевдонім «Залізняк».

## Причини різанини
На початку 1945 року райони Північного Підкарпаття стали ареною взаємних наступів українського та польського підпілля. За словами Томаша Берези, дії УПА досягли масштабів етнічної чистки. За словами Ґжеґожа Мотики, безпосередньою причиною нападу УПА на В'язівницю було вбивство самообороною села 31 березня 1945 року 10 українців, переважно жінок і дітей, у відплату за вбивство поляка. Перед цими подіями, у 1944 році, за словами Щепана Секерки, Генрика Команського та Кшиштофа Булзацького, українські націоналісти вбили двох поляків із В'язівниці.

## Перебіг злочину
За спогадами, зібраними Товариством вшанування жертв злочинів українських націоналістів 17 квітня 1945 р. на світанку (коли самооборона залишила свої пости) відділи УПА (сотня «Балая» та «Szuma») за підтримки українських селян із СКВ атакували село з боку Сяну, де був хутір, та з боку лісу. Зловмисники почали підпалювати будівлі та вбивати мешканців, які траплялися. Водночас тривало пограбування майна, яке вантажили на вози, та сільськогосподарських тварин (коней, корів).
Атака зустріла опір сільської самооборони, яку підняв на бій священник Юзеф Місь та взвод Польської народної армії, що дислокувався на хуторі. Крім того, на допомогу захисникам прийшов підрозділ NSZ «Radwana» з Пиводи та самооборона із Шівського. Контрнападникам удалося відібрати в УПА накрадене майно та напасти на їх табір, де було вбито 5 супротивників. Бій тривав 5 годин. Загинуло близько 100 поляків, у тому числі 4 вояки Війська польського та кілька самооборонців; решта жертв були цивільними. За словами очевидців, було вбито 13-17 нападників. Згоріло 165 дворів, т. з. близько половини забудови села; постраждала 21 особа.
Відділи Війська польського та Громадянської міліції з Ярослава прибули до В'язівниці після вигнання УПА.

## Ушанування пам'яті
На фасадній стіні костелу у В'язівниці відкрито пам'ятну дошку. У церемонії відкриття 6 жовтня 2013 року взяли участь кілька сотень людей. Урочисту святу месу очолив єпископ Станіслав Ямрожек.

## Виноски
1. 1 2 3  Tomasz Bereza, Zbrodnie UPA na ludności cywilnej w Polsce południowo-wschodniej (1944—1947), [w:] Marek Białokur, Mariusz Patelski, Podzielone narody. Szkice z historii stosunków polsko-ukraińskich w latach 40. XX wieku, Toruń-Opole 2010, ISBN 978-83-7611-828-4, s. 62-63.
2. 1 2 3  Tak było na Roztoczu (пол.). Архів оригіналу за 6 березня 2016. Процитовано 25 жовтня 2023. [Архівовано 2016-03-06 у Wayback Machine.]
3. 1 2  Шаблон:Ludobójstwo w lwowskim
4. 1 2  Mieczysław Samborski, Wiązownica (pow. Jarosław) 17 IV 1945 r. Największy jednorazowy mord Polaków na terenie dzisiejszej Polski dokonany przez nacjonalistów ukraińskich, Na rubieży, nr 115, s. 17–23.
5. ↑  Ґжеґож Мотика, Od rzezi wołyńskiej do akcji «Wisła», Kraków 2011, ISBN 978-83-08-04576-3, s. 366.
6. ↑  Na rubieży, nr 132, s. 4.